# Robin Lyth Hudson

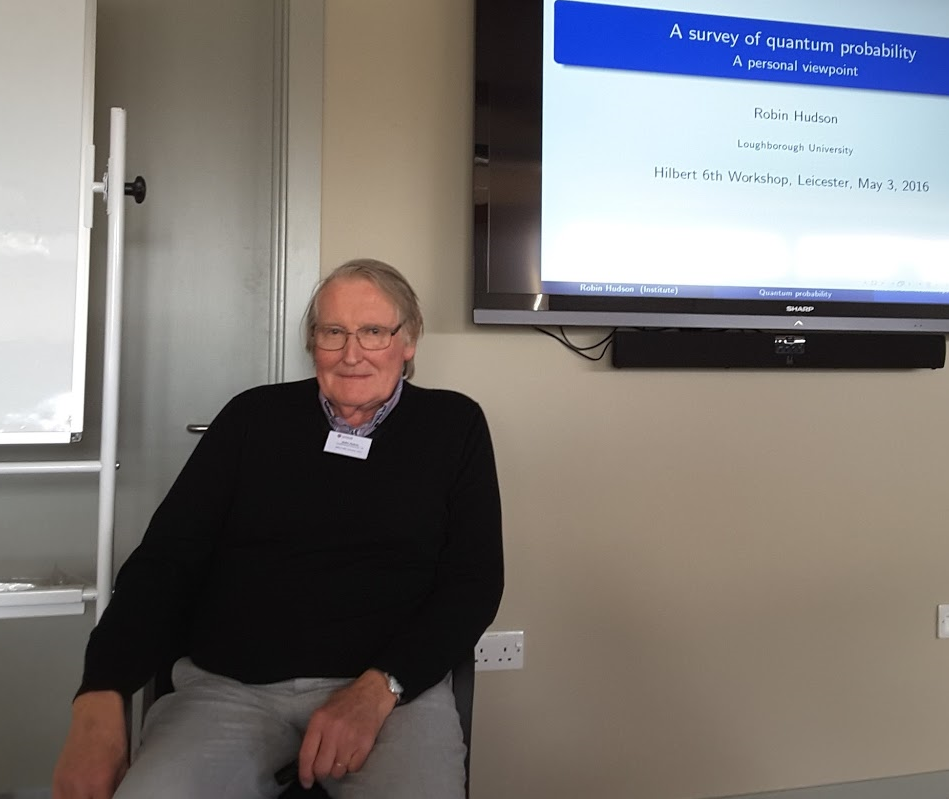
Robin Lyth Hudson

Robin Lyth Hudson (* 1940 in Aberdeen; † 12. Januar 2021) war ein britischer Mathematiker. Er ist einer der Pioniere der Quanten-Stochastik (nichtkommutative Wahrscheinlichkeitstheorie).

## Werdegang
Hudson wurde 1966 bei John Trevor Lewis an der University of Oxford promoviert. (Generalised Translation-Invariant Mechanics) Er war Professor an der University of Nottingham und war Professor an der Loughborough University.
Er arbeitete mit K. R. Parthasarathy (damals in Manchester und Nottingham) in Pionierarbeiten über Quanten-Stochastik zusammen. Ihr grundlegender Aufsatz erschien 1984. Darin werden Quantenversionen stochastischer Integrale, der Ito-Formel und Existenz und Eindeutigkeit linearer Quanten-stochastischer Differentialgleichungen behandelt. Erste Arbeiten in der Quantenstochastik veröffentlichte er 1971 mit seinem Doktoranden Clive Cushen. Er arbeitete auch mit dem mathematischen Physiker Ray Streater zusammen.
Zuletzt befasste er sich mit Quantisierung von Lie-Bialgebren.

## Schriften
- mit K. R. Parthasarathy Quantum Ito's formula and stochastic evolutions, Communications in Mathematical Physics, Band 93, 1984, 301–323
- mit Parthasarathy Construction of quantum diffusions, in Quantum probability and applications to the quantum theory of irreversible processes, Villa Mondragone 1982, Lectures Notes in Mathematics 1055, Springer Verlag 1984
- mit Benoît Mandelbrot The (mis) behaviour of markets, The Mathematical Intelligencer, Band 27, 2005, S. 77–79